# 時空警察ヴェッカーЯ
『時空警察ヴェッカーЯ』（じくうけいさつヴェッカールウア）は、日本の舞台作品群。その第1弾として『～春ノ刻「咲想パルティーレ」～』が2020年3月4日から3月8日まで、東京都新宿区のコフレリオ新宿シアターで上演された。テレビドラマや映画などのメディアミックスによるSF作品群「時空警察ヴェッカーシリーズ」の公式作品であり、ヴェッカーシリーズ20周年企画の序章として製作された舞台作品である。

## 概要
時空警察ヴェッカーシリーズの、公式完全新作である。2021年に20周年を迎える時空警察ヴェッカーの20周年プロジェクトとして企画された。レイアップ公式の時空警察シリーズとしては6年ぶりの作品となる。
2020年に4本、2021年に1本の舞台作品が上演予定となっていたが、新型コロナウイルス感染症の拡大防止のため、上演本数の縮小が予定されている。

## あらすじ

### 春ノ刻「咲想パルティーレ」
2200年。DIXの特殊捜査部門"ルウア・セクション"に配属された、時空刑事、サラとナギ。
彼女たちの前に立ちふさがるのは、かつて仲間たちが引き起こした小さな時空改変の"歴史"そのものだった。
「時空スタブ」という現象を調査するため、2020年の日本にある「聖エレオノール学園」に潜入捜査を開始する。

## 登場人物

### 春ノ刻「咲想パルティーレ」
時空刑事サラ / 統星 彩良：山川ひろみ
ルウア・セクションに配属された新米時空刑事。前向きで明るく好奇心旺盛だが、歴史の保護を優先するという点において甘さを見せてしまうこともある。
時空刑事ナギ / 漁星 凪：清原梨央
警視正の父を持ち、エリートを目指す新米時空刑事。自らの経歴を汚したくないという意思を持つ。射撃が苦手。
サポートドロイド / ベルミノ：横道侑里
ガトリングガンを装備したポンコツアンドロイド。
時空刑事シオン：鶴巻星奈
過去の時空刑事。恐らくヴェッカーDNSのシオンと同一人物だと思われるが、衣装は最初期のヴェッカーに近い。
時空レジスタンス / ガニメデ：夢麻呂
この世に生まれるはずの無かった人間たちを集めた組織のリーダー。この世を全て時空の闇に葬り去ろうとしている。

## 特徴
山口喬司ならではの、最新の演出機器や特殊効果を用いた派手な舞台演出が特徴。ヴェックフォームへの変身もまた、特殊な早替え演出により1秒足らずで完了する。舞台作品としては初めて、フルフェイスのヒーローマスクによる「クロノスーツ」や、クロノライダーを舞台上に登場させた。

## スタッフ
- 脚本・演出：山口喬司
- 製作：合同会社シアトリカ
- 著作：株式会社レイアップ

## 主題歌
- 「NODE」（作詞・歌：コツキミヤ、作曲：流歌、編曲：折倉俊則、ピアノアレンジ：安斎孝秋）